# Quinta del Sordo
La quinta del Sordo era il nome di una casa di Francisco Goya situata nella periferia ovest di Madrid, in Spagna, e demolita nel 1910.
Sulle pareti di due grandi sale della Quinta, Goya dipinse il ciclo delle pinturas negras (pitture nere): sette dipinti per piano, larghi circa quanto gli spazi tra le porte e le finestre.

## Storia

### Località
La struttura era ubicata nella periferia occidentale di Madrid, sulla sommità di un colle a fianco della riva destra del fiume Manzanarre, a trecento metri di distanza circa dal ponte di Segovia. Agli inizi del XIX secolo l'area circostante la Quinta era scarsamente sviluppata e destinata prevalentemente all'agricoltura, con una grande abbondanza di frutteti e case di tenute.

### Francisco Goya

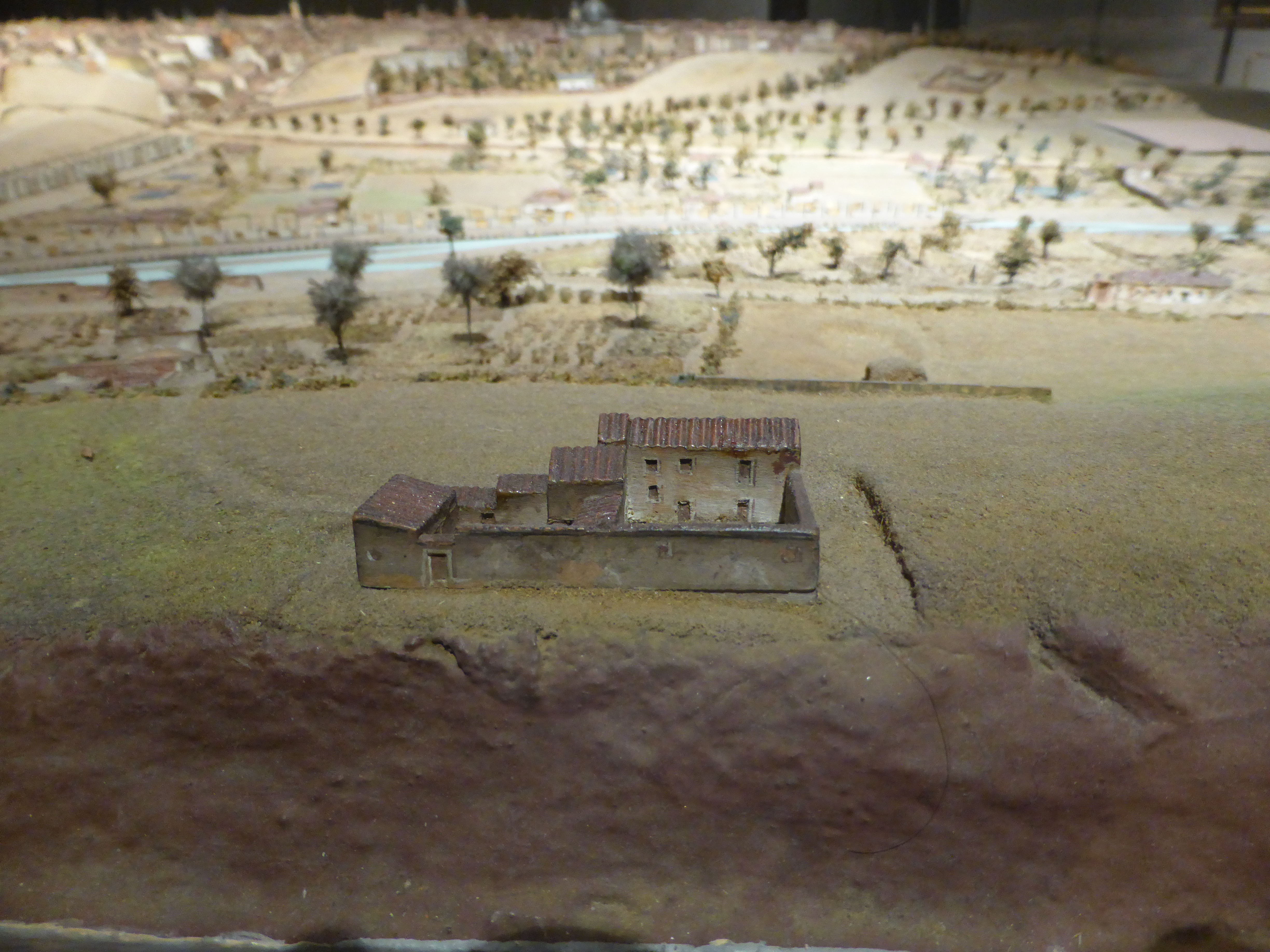
Modellino in scala della Quinta del Sordo

Il pittore spagnolo Francisco Goya acquistò l'immobile il 27 febbraio 1819 per la cifra di 60 000 real spagnoli. La casa era stata costruita nel 1795 dal precedente proprietario, Anselm Montañez, un uomo che soffriva di sordità: il nomignolo dello stabile si riferiva dunque al Montañez, anche se com'è noto anche Goya era afflitto dalla sordità sin dal 1792, anno in cui fu funestato da una terribile malattia. Si ritiene che Goya abbia scelto di ritirarsi in un luogo tanto appartato per allontanarsi dalla corte dell'assolutista Ferdinando VII, con il quale si sentiva a disagio, o forse per sottrarsi ai pettegolezzi che circondavano lui e la nuova amante Leocadia Zorrilla, donna della quale si invaghì che incontrò in occasione del matrimonio del figlio.
La Quinta del Sordo è celebre proprio per i quattordici dipinti a olio su intonaco che Goya vi tracciò fra il 1820 e il 1821. Quelle che diverranno note come Pitture nere, oltre per l'omogeneità cromatica, erano legate da un filo rosso tematico legato al trionfo del male e alla tragica condizione umana, indagata con un vertiginoso affondo emotivo. Le pitture eseguite da Goya nella Quinta del Sordo sono elencate nel paragrafo Opere.
Nel corso del 1823 Goya decise di ritirarsi definitivamente in Francia, sempre in compagnia della giovane compagna Leocadia. Il 17 settembre 1823, dunque, Goya affidò la Quinta del Sordo (ormai disabitata) al nipote Marianito, figlio di Javier. L'immobile sarebbe poi passato nel tardo Ottocento al barone Emil Erlanger, il quale dispose che le opere goyesche venissero strappate dalle pareti, trasportate su tela e infine condotte al museo del Prado, ove giunsero nel 1881. Vani furono i tentativi di trasformare la residenza in un museo dedicato al pittore e nel 1910 la Quinta del Sordo venne demolita.

## Opere
Di seguito vengono riportate le quattordici pitture che decoravano le anguste pareti della Quinta del Sordo:
|  |  |  |  | Pianoterra - Il pellegrinaggio a San Isidro, 1821-1823 - Il sabba delle streghe, 1821-1825 - Giuditta e Oloferne, 1819-1823 - Saturno che divora i suoi figli, 1821-1823 - La Leocadia, 1819-1823 - Due uomini anziani, 1821-1823 - Due vecchi che mangiano, 1819-1823 Primo piano - Visione fantastica, 1820-1821 - Pellegrinaggio alla fontana di San Isidro, 1820-1821 - Atropo, 1820-1821 - Duello rusticano, 1820-1821 - Donne che ridono, 1820-1823 - La lettura, 1820-1821 - Cane interrato nella rena, 1820-1821 |